# Мйоко-Мару (1937)
Мйоко-Мару (1937, Myoko Maru) — транспортне судно, яке під час Другої світової війни взяло участь у операціях японських збройних сил на Філіппінах, в Індонезії, на Новій Гвінеї та в архіпелазі Бісмарка.

## Передвоєнна служба
Судно спорудили в 1937 році на верфі компанії Tama Zosensho в Тамано для компанії Itaya Shosen, афілійованої з Mitsui Bussan. Остання поставила це вантажне судно на лінію між Кобе та Нью-Йорком.
15 жовтня 1940-го його реквізували для потреб Імперського флоту Японії та призначили для конверсії у військовий транспорт. З першого листопада по 9 грудня 1940-го Мйоко-Мару пройшло модернізацію на Mitsubishi Heavy Industries у Кобе. Судно отримало озброєння із двох встановлених на кормі 120-мм гармат та не менш ніж двох 25-мм зенітних гармат.
Протягом 1941 року Мйоко-Мару, зокрема, відвідало порти Сусакі (острів Шікоку), Карацу (західне завершення Кюсю), Сасебо, Мако (військово-морська база на Пескадорських островах у південній частині Тайванської протоки), Такао (Гаосюн на Тайвані).

## Вторгнення на Філіппіни
На додачу до головних сил, які доправили до затоки Лінгаєн на заході Лусону, японське командування вирішило висадити ще кілька десантів на південно-східному узбережжі цього острова. Так, загін з островів Палау висадили в затоці Легаспі, тоді як до затоки Ламон-Бей спрямували конвой з військами з порту Конія на острові Амаміошима (північна група островів Рюкю). В останньому випадку з Конії 17 грудня 1941-го вийшов конвой із 24 транспортів, серед яких було й Мйоко-Мару. На нього завантажились бійці морської піхоти із 1-го та 2-го батальйонів ВМБ Сасебо.
24 грудня загін прибув до Ламон-Бей та провів висадку не зустрівши сильного спротиву. 30 грудня Мйоко-Мару вирушило звідси до порту Такао (наразі Гаосюн на Тайвані), куди прибуло 4 січня 1942-го.

## Операції у Індонезії
5 січня Мйоко-Мару вийшло з Формози та 12 числа досягнуло порту Давао на південному узбережжі острова Мінданао. Звідси 23—25 січня воно здійснило перехід до острова Бангка біля північно-східного завершення Сулавесі (японці вторглися сюди ще 11 січня).
5—9 лютого судно перейшло до бухти Камрань на узбережжі В'єтнаму, де збирались експедиційні сили для вторгнення на захід Яви. 18 лютого 1942-го Мйоко-Мару вийшло з Камрані у складі транспортного угруповання, що складалося з 56 суден. Висадку планувалось здійснити одразу в кількох місцях, при цьому Мйоко-Мару мало за місце призначення затоку Бантам. 1 березня судна прибули сюди та почали вивантаження десанту.
8 березня Мйоко-Мару перейшло до Батавії (наразі Джакарта). Майже до кінця травня судно виконувало рейси у водах Нідерландської Ост-Індії, відвідавши по кілька разів Сурабаю (ще один порт на північному узбережжі Яви), Балі, Макассару (південно-західне узбережжя Сулавесі), Кендарі (південно-східний півострів Сулавесі). 
21—25 травня Мйоко-Мару перейшло до Сінгапуру, а потім через Дунгун (східне узбережжя півострова Малакка) та Гонконг вирушило до Токіо, куди прибуло 17 червня 1942-го. 26 червня — 1 липня судно пройшло обслуговування на арсеналі військово-морської бази Йокосука.

## Рейси між Японією та тихоокеанськими архіпелагами
7 липня — 23 серпня 1942-го воно здійснило рейс на Гуам (Маріанські острови), Трук (важлива японська база на сході Каролінських островів, з якої до лютого 1944-го провадились операції та постачання гарнізонів у цілому ряді архіпелагів), Палау (транспортний хаб на заході Каролінських островів) та у підсумку прибуло в порт Моджі на острові Кюсю.
До кінця першої декади листопада Мйоко-Мару здійснювало рейси у водах Японського архіпелагу, відвідавши порти Куре, Сасебо, Йокосука, Хакодате, Омінато, Осака. При цьому по 30 жовтня судно пройшло ремонт на верфі у Нагасакі.
10 листопада судно вийшло в рейс до Маршаллових островів, де побувало на атолах Кваджелейн, Джалуїт, Міллії, потім відвідало розташований неподалік острів Вейк, звідки 23—30 грудня 1942-го перейшло до Йокосуки.

## Рейси на Нову Гвінею
18 січня 1943-го Мйоко-Мару вийшло в рейс, маючи завдання доправити на Нову Гвінею 8-й будівельний загін та необхідні матеріали. 24 січня воно прибуло на Палау, звідки вийшло 3 лютого 1943-го у складі конвою «H». 5 лютого судно успішно досягло Манокварі (північно-східний кут півострова Чендравасіх на заході Нової Гвінеї), де здійснило розвантаження. 17 лютого Мйоко-Мару вийшло з Манокварі, в найближчі кілька діб відвідало Порт-Холландія (Джайпура) та Вевак, 27 лютого знову прибуло на Палау, а 10 березня досягнуло Йокосуки.
25 березня 1943-го судно полишило Йокогаму та знову попрямувало до Нової Гвінеї. 2—6 квітня воно перебувало на Палау. Звідки у складі конвою «Вевак № 2» вийшло до Веваку (три з половиною сотні кілометрів на схід від Порт-Холландія). 11 квітня судно успішно досягло пункту призначення, де здійснило розвантаження. 20—24 квітня Мйоко-Мару перейшло на Палау, звідки вирушило до Кобе 2 травня у складі конвою P-502 та прибуло в Японію 11 травня.
До кінця травня Мйоко-Мару виконувало рейси у водах Японського архіпелагу, відвідавши порти Осака, Міїке, Йокосука, Токіо.

## Останній рейс
1 червня 1943-го судно відбуло з Йокосуки на Трук, якого досягло 11 числа. Через три доби воно вийшло звідси разом зі ще одним судном під охороною есмінця «Асанагі» та попрямувало на південь, де велась битва за Соломонові острови. Конвой пройшов понад тисячу кілометрів та 17 червня був за три з половиною сотні кілометрів на північ від острова Бугенвіль (на схід від Нової Ірландії). Тут він був атакований підводним човном «Драм», який випустив чотири торпеди та досяг двох влучань у Мйоко-Мару. Судно швидко затонуло, причому разом із ним загинуло 34 пасажири та 1 член екіпажу. Інші особи були врятовані есмінцем Асанагі.